# De ongelofelijke avonturen van Tim en Holderdebolder
De ongelofelijke avonturen van Tim en Holderdebolder was het eerste boek van Thea Beckman en verscheen in 1957 bij Uitgeverij Ploegsma. Het boek werd geen succes.

## Verhaal
Het verhaal gaat over Tim en het geitje Holderdebolder. Na het eten van wonderbessen worden ze zo klein dat ze met de bosbewoners allerlei avonturen kunnen beleven. Ze zorgen er voor dat de kabouters niet meer vervelend doen tegen de dieren. Als Tim weer zijn normale postuur wil terugkrijgen, eet hij te veel toverpeulen en wordt een reus. Uiteindelijk zorgt Porrie de eekhoorn er voor dat Tim weer een normale grootte krijgt.